# Люди Икс ’97
«Лю́ди Икс ’97» (англ. X-Men '97) — американский супергеройский мультсериал, созданный шоураннером Бо ДеМайо для стримингового сервиса Disney+. Он основан на комиксах об одноимённой команде Marvel Comics и является продолжением мультсериала «Люди Икс» 1992 года; повествование начинается с момента завершения оригинального сериала и освещает приключения мутантов после смерти их лидера профессора Икс. За продюсирование «Людей Икс ’97» отвечает Marvel Studios Animation, в то время как ДеМайо также выступает главным сценаристом, а Джейк Касторена — его ассистентом.
Некоторые актёры из оригинального мультсериала вернулись к работе над продолжением, однако часть из них подарила голоса новым персонажам. Главных героев озвучили: Катал Дж. Додд, Ленор Занн, Джордж Бьюза, Кэтрин Дишер, Крис Поттер, Элисон Сили-Смит, Эдриан Хью, Кристофер Бриттон, Элисон Корт, Лоуренс Бейн и Рон Рубин. Первые слухи о возрождении «Людей Икс» 1992 года появились в сети в июне 2019 года, в то время как официальный анонс состоялся в ноябре 2021 года; на тот момент ДеМайо и Касторена уже участвовали в разработке. Некоторые эпизоды срежиссировали Чейз Конли и Эми Йонемура. В марте 2024 года, незадолго до премьеры мультсериала, Marvel уволила ДеМайо, причём к тому моменту он успел закончить работу над двумя сезонами. «Люди Икс ’97» — первый проект о команде-мутантов от Marvel Studios с момента возвращения студии прав на создание адаптаций про персонажей. Корейская студия Studio Mir создала анимацию «Людей Икс ’97», представляющую собой осовремененный стиль оригинального мультсериала.
Премьера «Людей Икс ’97» состоялась 20 марта 2024 года. Первый сезон будет состоять из десяти эпизодов. В настоящее время второй сезон находится в производстве, третий — в разработке.

## Сюжет
В продолжении «Людей Икс» (1992-1997) мутанты сталкиваются с новыми угрозами после ухода их лидера, Профессора Икс.

## Актёры и персонажи

### Основные персонажи
- Рэй Чейз[англ.] — Скотт Саммерс / Циклоп[4]
- Дженнифер Хейл — Джин Грей[4] и Мэйделин Прайор / Королева гоблинов[англ.]
- Элисон Сили-Смит[англ.] — Ороро Монро / Шторм[4]
- Катал Дж. Додд[англ.] — Джеймс «Логан» Хоулетт / Росомаха[4]
- Джон Пол Карлиак — Кевин Сидней / Морф[англ.]

Художники переосмыслили оригинальный дизайн персонажа из мультсериала 1992 года — Морф стал «бледным, лысым, с отсутствующим выражением лица» мутантом, более напоминающим версии из комиксов Age of Apocalypse и Exiles. В настоящее время он относит себя к небинарным людям.
- Ленор Занн[англ.] — Анна-Мари Рэйвен / Шельма[4]
- Джордж Бьюза[англ.] — Генри «Хэнк» Маккой / Зверь[4]
- Эйджей Локасио — Реми Лебо / Гамбит[4]
- Холли Чо — Джубилейшен Ли / Джубили
- Исаак Робинсон-Смит — Лукас Бишоп[4] и Т’Чака / Чёрная пантера[англ.]
- Росс Маркуанд — профессор Чарльз Ксавьер / Профессор Икс[4], Виктор фон Дум / Доктор Дум и Эн Саба Нур / Апокалипсис
- Мэтью Уотерсон — Эрик Леншерр / Магнето[4]
- Эдриан Хью — Курт Вагнер / Ночной Змей[4]  и Гвидо Кароселла / Силач[англ.]
- Ги Агустини — Роберто да Коста / Санспот[англ.][4]

### Другие персонажи
- Кэтрин Дишер[англ.] — Валери Купер[англ.][4][6]
- Кристофер Бриттон — Натаниэль Эссекс / Мистер Зловещий[4]
- Гил Бирмингем — Дэниел Одинокий Орёл / Кузнец[англ.][4]
- Эрик Бауза — Мастер Молд[англ.] и Стражи[4]
- Гевин Хаммон — Боливар Траск и Лорд Араки
- Тодд Хейберкорн — Генри Питер Гайрич, Себастьян Шоу[7] и Ронан Обвинитель
- Лоуренс Бейн — Карл Денти / Палач Икс[англ.][4]
- Куртинэй Тэйлор — Каллисто[англ.]
- Дэвид Эрриго — Пиявка[англ.], Моджо, Шон Кэссиди / Банши и Калларк / Гладиатор
- Эбби Тротт —  Спираль[англ.]
- Элисон Корт[англ.] — Джубилейшен Ли / Абсцисса[4]

Взрослая версия Джубили в игре, созданной Моджо.
- Марта Мэрион — Эмма Фрост и Мойра Мактаггерт
- Крис Поттер — Нейтан Саммерс / Кейбл[4]
- Донна Джей Фалкс — Триш Тилби[англ.], Томми[англ.] и Амелия Вог[англ.]
- Морла Горрондонна ― Лиландра Нерамани
- Кэри Кабинофф — Каль’сии Нерамани / Птица Смерти[англ.]
- Рон Рубин — президент Роберт Эдвард Келли[4]
- Тео Джеймс — Себастьян Гилберти / Бастион[англ.][4]
- Кристина Ухеб — Нина да Коста
- Джефф Беннетт — Форд
- Майкл Патрик МакГилл — генерал Таддеус «Громовержец» Росс
- Джош Китон — Стив Роджерс / Капитан Америка
- Рама Валлури — барон Гельмут Земо
- Кэри Уолгрен — Роза Гилберти
- Анджали Бимани — Дариа
- Гейтс Макфадден — Рэйчел Саммерс / Мать Аскани
- Адетокумбох М’Кормак — Эн Саба Нур в молодости

В сериале появились Уоррен Уортингтон III / Ангел, Элисон Блэр / Ослепительная, Джеймс Мэдрокс / Множитель, Сэмюэл Паре / Мальчик-кальмар, Меган Гвин / Эльф, Наблюдатель Уату, Гэбриэл Саммерс / Вулкан, Белла Донна Бордо, Лорна Дейн / Полярис, Питер Паркер / Человек-паук, Кенутиё Харада / Серебярный самурй, Аркадий Россович / Красный Омега, Тони Старк / Железный человек, Мэтт Мёрдок / Сорвиголова, Стивен Стрэндж / Доктор Стрэндж, Тайрон Джонсн / Плащ и Тэнди Боуэн / Кинжал, Красное динамо, Лания Петровна / Тёмная звезда, Элизабет Брэддок / Псайлок, Мэри Джейн Уотсон, Флэш Томпсон, а также Морлоки (Эрг, Примат, Сандер, Мешок и Мэрроу), Имперская гвардия Ши’ар (Старболт, Манта, Титан, Квейк, Флэшфайр и Смэшер), Отряд Альфа (Майкл Туянгмен / Шаман, Жанна-Мари Бобье / Аврора, Жан-Поль Бобье / Полярная звезда и Юджин Джадд / Пак) и Дора Миладже. В разуме Магнето всплывают образы его детей Пьетро Максимоффа / Ртути и Ванды Максимофф / Алой ведьмы. Кроме того, Морф принимал облик таких персонажей как Фредерик Дьюкс / Пузырь, Юрико Ояма / Леди Смертельный удар, Пётр Распутин / Колосс, Виктор Крид / Саблезубый, Ульяна Распутина / Мэджик, Кейн Марко / Джаггернаут, Брюс Бэннер / Халк, Карл Лайкос / Саурон и Рид Ричардс / Мистер Фантастик. Также в сериале присутствуют изображения Бобби Дрейка / Человека-льда, Алекса Саммерса / Хавока, Китти Прайд / Призрачной кошки, Беннетта дю Пари / Иксодуса и Сурайи Кадир / Пыли.

## Эпизоды
| 1 | «Ко мне, мои Люди Икс» «To Me, My X-Men»                             | Джейк Касторена     | Бо ДеМайо                        | 20 марта 2024  |
| Спустя год после покушения Генри Питера Гайрича на профессора Чарльза Ксавьера, в результате которого тот был признан мертвым, а на самом деле покинул Землю и отправился для исцеления в империю Ши’ар, Люди Икс продолжают свою миссию по защите мутантов и людей. Предполагаемая смерть Ксавьера привела к тому, что Организация Объединенных Наций (ООН) наложила на Людей Икс юридические санкции. Люди Икс спасают молодого мутанта Роберто да Косту от антимутантской группы «Друзья человечества» (ДЧ), которая использует технологию Стражей. Чтобы найти создателя Стражей Боливара Траска Люди Икс посещают Гайрича в тюрьме, и Джин Грей исследует его разум с помощью машины Церебро, чтобы усилить свои экстрасенсорные способности. Она находит Траска на свалке в Сахаре, но также получает ужасное предчувствие. Люди Икс уничтожают останки нескольких Стражей вместе с суперкомпьютером Мастером Молдом и арестовывают Траска. Циклоп и беременная Джин объявляют, что покидают Людей Икс, чтобы растить своего сына в безопасности. Их разговор прерывает прибывший в особняк Магнето, который рассказывает, что Ксавьер в своём завещании передал ему контроль над Людьми Икс и школой для мутантов. |                                                                      |                     |                                  |                |
| 2 | «Освобождение мутантов начинается» «Mutant Liberation Begins»        | Чейз Конли          | Бо ДеМайо                        | 20 марта 2024  |
| Магнето начинает спасать как людей, так и мутантов и воздерживается от убийств боевиков, выступающих против мутантов. Недоверчивые Циклоп и Джин решают остаться с Людьми Икс, в то время как Шельма сочувствует Магнето в его борьбе. Когда силы ООН во главе с доктором Валери Купер пытаются арестовать Магнето за его прошлые террористические действия, он соглашается сдаться и предстать перед судом, чтобы доказать свою невиновность. В штаб-квартире ООН во время судебного процесса над ним ДЧ организуют нападение. Их лидер, Карл Денти, стреляет в Магнето мощным радиационным разрядом; Шторм принимает удар на себя и теряет свои способности. У Джин начинаются схватки, и Шельма вынуждена воспользоваться памятью и навыками акушера, который отказывается принимать роды у мутанта. Джин рожает сына, которого они с Циклопом называют Нейтаном. После того, как Магнето задерживает лидера ДЧ и останавливает нападение, его прощают, и начинаются переговоры о вступлении государства мутантов на острове Дженоша в ООН. Зверь рассказывает Шторм, что разряд лишил её сил навсегда, и она покидает команду, чтобы найти новый смысл в жизни. Обсуждая её решение, Люди Икс были удивлены внезапным появлением женщины, внешне похожей на Джин. |                                                                      |                     |                                  |                |
| 3 | «Огонь закаляет плоть» «Fire Made Flesh»                             | Эми Йонемура        | Бо ДеМайо и Чарли Фельдман       | 27 марта 2024  |
| Зверь определяет, что двойник Джин на самом деле является настоящей Джин Грей. Мистер Зловещий связывается с другой Джин, и обнаруживается, что она является клоном, которого он создал, чтобы получить доступ к её ДНК и ДНК Циклопа. Зловещий берёт под контроль её разум, превращая в Королеву Гоблинов. Она отдаёт Нейтана Синистеру и подвергает Людей Икс ужасающим видениям, основанным на их собственных страхах. Морф, который ранее был развращён и контролировался Зловещим, приводит Людей Икс в одну из лабораторий злодея, где они обнаруживают, что он заражает Нейтана техноорганическим вирусом, полагая, что это сделает ребенка неуязвимым. Настоящая Джин телепатически противостоит Королеве Гоблинов и использует их общие воспоминания, чтобы освободить её от контроля Зловещего. Клон Джин и Циклоп спасают Нейтана, который остаётся тяжело больным, в то время как Зловещий сбегает. Клон Джин отдает Нейтана союзнику Людей Икс Бишопу, путешествующему во времени, чтобы тот мог попытаться найти лекарство от вируса в будущем. Затем она берёт имя Мэйделин Прайор и покидает команду. В другом месте мутант по имени Кузнец представляется Шторм и утверждает, что может восстановить её силы. |                                                                      |                     |                                  |                |
| 4 | «Motendo / Жизнесмерть. Часть первая» «Motendo / Lifedeath – Part 1» | Чейз Конли          | Бо ДеМайо и Чарли Фельдман       | 3 апреля 2024  |
| Джубили хочет отпраздновать свое 18-летие в игровом зале, но Магнето отказывает ей и говорит команде сосредоточиться на тренировках. Роберто утешает Джубили, которая с удивлением обнаруживает в своей комнате новую игровую приставку «Motendo». Пара оказывается втянутой в видеоигру, основанную на её предыдущих приключениях, созданную инопланетным рабовладельцем Моджо, который подпитывается участием аудитории. Джубили нравится вспоминать свои прошлые миссии, но Абсцисса — более старая цифровая копия её самой из бета—версии игры — убеждает её в том, что её жизнь была бы пустой. Абсцисса помогает Джубили и Роберто победить Моджо, и пара возвращается в реальный мир. Джубили целует Роберто. Кузнец забирает Шторм на своё ранчо, где он создал машину, которая может восстановить её силы, хотя, похоже, она выходит из строя. Шторм замечает странную сову, летающую вокруг ранчо. Когда Кузнец признаётся, что он разработал технологию, на основе которой были созданы ошейники-ингибиторы мутантов и лучевая пушка Карла Денти, Шторм в гневе уходит. Сова оказывается демоном по имени Противник. Он возвращает Шторм на ранчо и отравляет Кузнеца. |                                                                      |                     |                                  |                |
| 5 | «Запомни это» «Remember It»                                          | Эми Йонемура        | Бо ДеМайо                        | 10 апреля 2024 |
| Не в состоянии определить, какие воспоминания принадлежат ей, а какие — Мэйделин, Джин раскрывает Росомахе свое эмоциональное смятение и целует его. Он отвергает её ухаживания и велит ей поговорить с Циклопом, который, как она обнаруживает, общался с Мэйделин телепатически. Магнето, Шельма и Гамбит отправляются на Дженошу, где местный совет просит Магнето возглавить страну; он соглашается при условии, что Шельма возглавит вместе с ним. Шельма объясняет Гамбиту, что у нее были тайные отношения с Магнето, когда она была моложе, поскольку его способности позволяют ей прикасаться к нему, не причиняя вреда, чего она не может сделать с Гамбитом. На торжестве, посвященном вступлению Дженоши в ООН, Шельма целует Магнето и понимает, что совершила ошибку, выбрав его, а не Гамбита. Прибывший из будущего Кейбл пытается предостеречь Мэйделин о грядущих опасностей, и та понимает, что он это её выросший сын Нейтан. Кейбл насильно переностися в будущее, прежде чем успевает предупредить всех о том, что грядет: улучшенный Мастер Молд и армия Стражей атакуют Дженошу и убивают тысячи мутантов. Гамбит жертвует собой, чтобы уничтожить Мастера Молда, оставляя Шельму с разбитым сердцем. |                                                                      |                     |                                  |                |
| 6 | «Жизнесмерть. Часть вторая» «Lifedeath – Part 2»                     | Чейз Конли          | Чарли Фельдман                   | 17 апреля 2024 |
| Во время войны между империями Ши’ар и Крии императрица Ши'ар Лиландра Нерамани объявляет о своей помолвке с уже исцеленным Ксавьером. Отказываясь принять брак своей сестры с землянином, Птица Смерти призывает к ритуалу М’Даша и призывает Ксавьера стереть все его воспоминания о Земле, чтобы доказать свою преданность Ши’ар. Отказ Ксавьера от своих воспоминаний о Людях Икс приводит к битве между имперской гвардией Ши’ар и сторонниками Птицы Смерти, пока Ксавьер не вытаскивает всех на астральный план, чтобы научить их сосуществованию. Когда это занятие прерывается экстрасенсорным видением смерти Гамбита, Ксавьер решает вернуться на Землю. На ранчо Кузнец использует книгу заклинаний своей матери, чтобы изгнать демона, а затем Шторм помогает ему найти редкий кактус, который может вылечить от яда. Шторм находит кактус в пещере, но Противник снова загоняет её в угол. Преодолевая свои страхи, Шторм восстанавливает силы и побеждает Противника. Шторм исцеляет Кунеца, а затем они узнают о нападении на Дженошу. В другом месте Траск сталкивается с Мистером Зловещим, который предупреждает, что Дженоша — это только начало. |                                                                      |                     |                                  |                |
| 7 | «Горящие глаза» «Bright Eyes»                                        | Эми-Эмметт Йонемура | Чарли Фельдман и Джей Би Баллард | 24 апреля 2024 |
| Пока Люди Икс устраивают похороны Гамбита, Шельма в ярости ищет Гайрича и Траска. Получив информацию от генерала Громовержца Росса и Капитана Америки, Шельма находит Гайрича в Мексике и впитывает его воспоминания. Позже той же ночью Гайрич был убит таинственным человеком, который работал на Зловещего. Во время оказания помощи в восстановительных работах в Дженоше с Людьми Икс связался Траск, который сообщил им, что находится в Мадрипуре. По дороге они встретили Шельму. Роберто и Джубили навещают мать Роберто и рассказывают ей, что он мутант. Она говорит, что давно об этом догадывалась, но просит его сохранить свою личность в секрете. В Мадрипуре Люди Икс узнают, что Зловещий и таинственное подразделение ООН «ОЗТ» разрабатывают высокоразвитую программу «Стражи». Шельма обрекает Траска на смерть, неосознанно активируя программу, которая превращает его в гибрид человека и Стража. Прибывает Кейбл, обезвреживает Стража Траска электромагнитной гранатой и объясняет, что Зловещий работает с более серьезной угрозой, которую они должны остановить. Этой угрозой является Бастион, который рассказывает Зловещему о том, что Ксавьер выжил, и о том, что Магнето, который, как считается, был убит во время нападения на Дженошу, на самом деле жив и находится у него в плену. |                                                                      |                     |                                  |                |
| 8910 | «Терпимость приводит к вымиранию» «Tolerance Is Extinction»          | Чейз Конли          | Бо ДеМайо и Этноти Селитти       | 1 мая 2024     |
| 8910 | «Терпимость приводит к вымиранию» «Tolerance Is Extinction»          | Эми-Эмметт Йонемура | Этноти Селитти                   | 8 мая 2024     |
| 8910 | «Терпимость приводит к вымиранию» «Tolerance Is Extinction»          | Чейз Конли          | Бо ДеМайо и Этноти Селитти       | 15 мая 2024    |
| Часть 1: ООН сообщает миру, что Ксавьер жив, и устраивает акцию протеста против мутантов у стен школы. Кейбл объясняет Людям Икс, что резня в Дженоше - это «абсолютная точка» во времени, которую невозможно изменить, и Бастион воспользуется ею, чтобы начать 300-летнюю войну, которая приведет к порабощению мутантов в человеческой утопии. Циклоп, Джин и Кейбл отправляются в Хармони, штат Пенсильвания, где узнают, что Бастион — гибрид человека и машины, который был зачат после того, как его отец был заражен частью продвинутого Стража Нимрода, способного путешествовать во времени. Участники «Операции: Нулевая терпимость» (ОНТ) выражают обеспокоенность по поводу резни и просят доктора Купер проследить за Бастионом, который объясняет ей, как он превращает людей в Главных Стражей, таких как Траск, используя техноорганический вирус Зловещего. Главные Стражи действуют по всему миру, нападают на мутантов и сжигают дотла школу Ксавьера. Испуганная Купер освобождает Магнето, который создает всемирное затмение, в результате которого гибнут тысячи людей и отключаются все Главные Стражи. Росомаха опасается, что Магнето объявил войну, поскольку Ксавьер возвращается и призывает Людей Икс. Часть 2: Ксавьер встречает некоторое недоверие, но Люди Икс сосредотачиваются на том, чтобы остановить Бастиона и убедить Магнето отменить его затмение. Магнето восстанавливает свое убежище для мутантов на астероиде М, решив оставить Землю без электричества и отвергнув мечту Ксавьера о совместном существовании мутантов и людей. Он приглашает Людей Икс присоединиться к нему, Шельма и Роберто соглашаются. Остальные Люди Икс возвращаются на свою бывшую базу на острове Мьюир, чтобы перегруппироваться, а затем разделяются на две команды: Синяя команда Циклопа отправляется на астероид М, чтобы противостоять Магнето, в то время как Золотая команда Шторм и Джин направляется в убежище Бастиона на Галапагосских островах. Зверь и Кузнец создают ошейник, который может блокировать технопатию Бастиона и лишить его контроля над Стражами. Золотая команда сражается с армией Стражей, контролируемых Бастионом, а также со Зловещим, который завладевает разумом Кейбла и использует его, чтобы одолеть Джин; она посылает Циклопу отчаянное психическое сообщение. На астероиде М Ксавьер пытается взять под контроль разум Магнето, но его попытки блокируются. Росомаха наносит удар когтями и серьезно ранит Магнето, который начинает выдирать адамантий из скелета Росомахи. Часть 3: После того, как Росомаха получил тяжелое ранение, Ксавьер берет под свой контроль Магнето и восстанавливает энергию на Земле, разрушая разум Магнето. Джин соединяется с космической силой Феникса и надевает ошейник на Бастиона, лишая его технопатии и возвращая Главным Стражам человечность. Затем она отменяет мутантские дополнения, которые Зловещий сделал для себя, освобождая Кейбла от его контроля. Однако Бастион освобождается и отрывает Кейблу его кибернетическую руку, используя содержащийся в ней техноорганический вирус для модификации своего тела и улетает на Астероид М решив столкнуть его с Землёй и вызвать новое массовое вымирание. Синяя команда даёт бой Бастиону и хотя силы оказываются не равными, им удаётся сдержать его до прибытия подкрепления в лице Золотой команды, которая приетела внутри стража, которым управлял Зверь. Правительство США запускает ракеты в астероид М в надежде уничтожить его, но вместо этого заставляет его резко падать. С помощью Ксавьера Магнето приходит в сознание и отправляет астероид обратно в космос. Астероид взрывается, в результате чего большинство Людей Икс считаются погибшими. Шесть месяцев спустя Бишоп рассказывает Форджу, что Люди Икс застряли во времени: Циклоп и Джин находятся в 3960 году нашей эры, в пустынном будущем, где они встречают Мать Аскани и юного Нейтана; а Шельма, Ночной Змей, Зверь, Ксавьер и Магнето находятся в Древнем Египте в 3000 году до нашей эры, где они встречаются с Эн Саба Нуром, молодой версией Апокалипсиса. В настоящем времени Апокалипсис посещает Дженошу и подбирает карту Гамбита. |                                                                      |                     |                                  |                |

## Производство

### Разработка
В июне 2019 года режиссёр и продюсер «Людей Икс» 1992 года Ларри Хьюстон заявил, что он и другие создатели мультсериала обсуждали с Disney потенциальное возрождение проекта. Они хотели продолжить историю с момента окончания заключительного эпизода оригинального мультсериала. Во время разработки дочерней компании Disney, Marvel Studios, её первого анимационного сериала «Что, если…?» (2021), руководство студии раздумывало над следующим проектом студии. Первым из обсуждаемых вариантов было продолжение «Людей Икс» 1992 года. По словам руководителя отдела потокового вещания, телевидения и анимации Marvel Studios Брэда Виндербаума, несколько режиссёров, которые в прошлом вели переговоры со студией, назвали этот мультсериал «краеугольным камнем». В конце 2020 года руководство Marvel Studios предложило Бо ДеМайо курировать продолжение «Людей Икс»; ранее постановщик написал сценарий к минисериалу «Лунный рыцарь» (2022), также вышедшему на Disney+ и являющемуся частью медиафраншизы «Кинематографическая вселенная Marvel» (КВМ). На момент июня 2021 года Marvel Studios Animation уже разрабатывала как минимум три новых мультсериала после выхода «Что, если…?»; в августе 2021 года все проекты находились на разных стадиях разработки.
Официальный анонс продолжения мультсериала «Люди Икс», получившего название «Люди Икс ’97», состоялся в ноябре 2021 года. Исполнительный директор Marvel Studios Дана Васкес-Эберхардт отметила, что многие создатели мультсериала-возрождения были поклонниками «Людей Икс» 1990-х годов и «имели точное представление» о том, каким должно быть его продолжение. В том же месяце студия назначила ДеМайо главным сценаристом и исполнительным продюсером мультсериала, Джейка Касторена — основным режиссёром, а Чарли Фельдмана — продюсером-куратором. Хьюстон и шоураннеры оригинального мультсериала Эрик и Джулия Левальд консультировали создателей «Люди Икс ’97», реагировали на «любые тревожные звоночки», а также делились собственным видением продолжения. Другими режиссёрами выступили Чейз Конли и Эми Йонемура. Среди других исполнительных продюсеров мультсериала были: Виндербаум, Кевин Файги, Луис Д’Эспозито и Виктория Алонсо.
Этот мультсериал является первым проектом Marvel Studios о Людях Икс с момента возвращения прав на создание адаптаций про персонажей, которые ранее принадлежали 20th Century Fox. По словам ДеМайо, при принятии решения о создании продолжения «Людей Икс» 1992 года студия учитывала большую популярность оригинального мультсериала и величину его фанатского сообщества. Эрик и Джулия Левальд пришли к выводу, что Disney и Marvel Studios также принимали во внимание хорошие рейтинги «Людей Икс» 1992 года на Disney +, а также продажи артбука «Люди Икс: Искусство и создание мультсериала» (2020):55:47–56:48. Создатели заявили, что «Люди Икс ’97» не будут иметь никакого отношения к КВМ, так как события мультсериала разворачиваются в реальности «Людей Икс» 1992 года, что впоследствии подтвердил ДеМайо, назвав мультсериал «особенным». В мультивселенной Marvel Comics события «Людей Икс» 1992 года разворачиваются на Земле-92131. Во время выставки San Diego Comic-Con 2022 года Marvel Studios Animation презентовала «Людей Икс ’97» как часть «Анимационной мультивселенной Marvel» (англ. Marvel Animated Multiverse).
На момент июля 2022 года уже велась работа над вторым сезоном, тогда как уже в июле 2023 года создатели завершали сценарий к финальному эпизоду. В марте 2024 года, незадолго до премьеры первого сезона проекта, Marvel Studios уволила ДеМайо; на тот момент он уже успел закончить работу над сценариями к сериям второго сезона и начал разрабатывать идеи для третьего. После этого он не принимал никакого участия в продвижении мультсериала и не появился на его премьерном показе, что, по мнению The Hollywood Reporter, необычно для человека, работающего над проектом Marvel Studios, «даже если таких людей задвигают на вторые роли» или заменяют в процессе производства. Позднее появилась информация о том, что с ДеМайо было тяжело работать, а также о том, что у него был аккаунт на платформе OnlyFans, что могло не понравиться руководству Disney. Спустя некоторое время Уиндербаум заявил, что ДеМайо со студией разошлись мирно. Также продюсер объявил о начале работы над третьим сезоном и поиске замены ушедшему шоураннеру.

### Сценарий
Эрик Левальд описал проект, как «продолжение оригинального мультсериала, созданное командой Marvel Studios». ДеМайо и сценаристы стремились сохранить зрелость и эмоциональность из оригинального мультсериала, который, по мнению ДеМайо, был посвящён «отношениям ставших друг другу членами семьи людей, которые не только заботились друг о друге, но и преодолевали разногласия». Также «Люди Икс ’97» задумывались как аллюзия на современное общество, как это было в случае с мультсериалом 1990-х годов, который отражал обстановку своего времени. В мультсериале поднимается вопрос о том, возможно ли исполнение мечты Чарльза Ксавьера о мирном сосуществовании мутантов и людей; кроме того, особое внимание создатели уделили важности сочувствия. По словам ДеМайо, мультсериал не только отдаёт дань уважения оригиналу, но и переносит его идеи в современный мир, в то время как Виндербаум заявил, что «Люди Икс ’97» отразят эмоциональный сдвиг в обществе последнего тысячелетия. ДеМайо описал сериал как мыльную оперу, что показалось Виндербауму и другим руководителям удачной трактовкой. Эрик и Джулия Левальд рассказали о «сюжетной арке из десяти частей» для первого сезона, которую Джулия назвала своей «сценарной библией»:1:06:17–1:06:32.
В основе «Людей Икс ’97» лежит «ДНК оригинального мультсериала». Продолжение посвящёно воссоединению членов команды после «кульминационного события», тому, как это событие повлияло на них, а также исследованию смерти Профессора Икс в финальном эпизоде «Людей Икс» 1992 года и раскрытию тайн, оставшихся неразгаданными в анимационном сериале-предшественнике. Команда вновь состоит из Циклопа, Росомахи, Шельмы, Грозы, Зверя, Гамбита, Джубили и Джин Грей, однако теперь её возглавляет давний враг Магнето. Также к основному составу присоединились один из её ранних членов Морф и мутант из будущего Бишоп. Главным антагонистом первого сезона выступил Натаниэль Эссекс / Мистер Зловещий; среди других врагов Людей Икс — роботы-истребители мутантов Стражи. В мультсериале у Людей Икс появился шанс на счастливое будущее, когда общественность прониклась к ним симпатией после покушения на жизнь Ксавьера; в то время как Циклоп и Шторм хотят воплотить мечту профессора, другие члены команды, в частности Джин Грей, желают начать новую жизнь. Тронутый признанием людей Магнето решает заменить Ксавьера в качестве лидера Людей Икс.

### Кастинг и озвучивание
Одновременно с анонсом мультсериала Marvel Studios подтвердила возвращение следующих актёров оригинального озвучивания из «Людей Икс» 1992 года: Катал Дж. Додд (Джеймса «Логана» Хоулетта / Росомахи), Ленор Занн (Анны-Мари Рэйвен / Шельмы), Джордж Бьюза (Генри «Хэнка» Маккоя / Зверя), Кэтрин Дишер (Джин Грей), Крис Поттер (Реми ЛеБо / Гамбита), Элисон Сили-Смит (Ороро Монро / Шторм), Эдриан Хью (Курта Вагнера / Ночного Змея), Кристофер Бриттон (Натаниэля Эссекса / Мистера Зловещего) и Элисон Корт (Джубилейшн Ли / Джубили), Лоуренс Бейн (Нейтана Саммерса / Кейбла) и Рон Рубин (Морфа). Додд, Занн, Буза, Сили-Смит, Хью и Бриттон озвучили в «Людях Икс ’97» те же роли, а остальные актёры подарили голоса другим героям: Дишер — Валери Купер, Поттер — Нейтану Саммерсу / Кейблу, Корт — Абциссе, Бейн — Карлу Денти / Палачу Икс, Рубин — президенту Роберту Эдварду Келли.
Рэй Чейз озвучил Скотта Саммерса / Циклопа после смерти оригинального актёра озвучивания персонажа Норма Спенсера, Дженнифер Хейл заменила Дишер в роли Джин Грей, Холли Чо — Корт в роли Джубилейшн Ли / Джубили, причём ранее Корт подтвердила, что не будет снова озвучивать Джубили и выразила надежду, что её заменит американская актриса азиатского происхождения, Эйджей Локасио — Поттера в роли Реми ЛеБо / Гамбита, Мэтью Уотерсон озвучил Эрика Леншерра / Магнето, Ги Агустини — Роберто да Косту / Санспота, Джон Пол Карлиак — Морфа, Исаак Робинсон-Смит — Лукаса Бишопа, Росс Маркуанд — профессора Чарльза Ксавьера; Гил Бирмингем — Дэниела Одинокого Орла / Кузнеца, а Эрик Бауза — Стражей. Роли Анниваа Буачи, Джеффа Беннетта и Тео Джеймса ещё не раскрыты.
Создатели подобрали для некоторых актёров других персонажей по этническим причинам (как в случае с Корт и Джубили), из-за голосовых интонаций (как в случае с Кейблом, чтобы лучше подчеркнуть его «непростые» отношения отца и сына с Циклопом) или по символическим причинам (как в случае с Дишер, ставшей голосом Валери Купер). ДеМайо охарактеризовал Джин Грей в исполнении Дишер как «воплощение сочувствия» и «сердце мультсериала», поэтому попросил её озвучить Купер  — сюжетно важную героиню «Людей Икс ’97».
На момент ноября 2021 года актёры уже приступили к записи реплик. В феврале 2023 года Додд сообщил о начале работы над озвучкой для второго сезона; в августе 2023 года это подтвердила Занн. Бейн также принял участие в работе над вторым сезоном.

### Анимация
Studio Mir отвечала за создание анимации к мультсериалу. Художники обновили стиль «Людей Икс» 1992 года с помощью «более сложных современных технологий» и «слегка модернизировали» его. ДеМайо объяснил решение переодеть Людей Икс в их классические костюмы данью уважения к неудавшемуся пилотному эпизоду «Прайд из Людей Икс» (1989); по словам сценариста, этот приём также должен был «отбросить команду назад во времени», чтобы они задавались вопросом: «Хочу ли я сохранить часть этого прошлого? Неужели раньше и впрямь было проще, или мы просто были наивны?». Ведущий дизайнер персонажей Амелия Видаль заявила, что при переосмыслении дизайна персонажей она и другие художники учитывали стиль и эстетику как оригинального мультсериала, так и комиксов 1990-х годов. По словам дизайнера, она и её команда изменили внешность знакомых персонажей, чтобы облегчить работу аниматорам; в то же время, некоторые изменения были сюжетно обоснованы. Для создания новых персонажей Видаль черпала вдохновение из комиксов X-Men 1970-1990-х годов так же, как это делали дизайнеры «Людей Икс» 1992 года; например, дизайн Ночного Змея основан на его образе из рана Джона Бирна и Дэйва Кокрума. Чтобы показать эмоции Циклопа, чьи глаза и брови закрыты визором, художники отобразили блики и отражения на его очках. Касторена отметил, что способности других мутантов также передавали их эмоций. На момент ноября 2021 года Studio Mir уже приступила к созданию анимации; полноценная же работа началась в апреле 2023. В июле производство первого сезона находилось на стадии постпродакшена.

### Музыка
Композитор «Людей Икс» 1992 года Рон Вассерман собирался встретиться с представителями Marvel и создателями мультсериала, чтобы обсудить возможность присоединиться к проекту:1:03:07–1:03:27, однако в июле 2022 года студия объявила, что композиторами «Людей Икс ’97» выступят The Newton Brothers. В мультсериале-возрождении используется заглавная тема «Людей Икс» 1990-х, авторские права на которую принадлежали Хаиму Сабану и Шуки Леви, а не Вассерману. ДеМайо описал её как «классическую мелодию из 90-х с добавлением небольших современных ноток». Впервые её можно было услышать в фильме «Доктор Стрэндж: В мультивселенной безумия» (2022), а затем в телесериале «Мисс Марвел» (2022), действие которых происходит в КВМ; в обоих случаях на экране появлялись мутанты. Эрик Левальд высказал предположение, что Marvel Studios заплатила крупную сумму за право использовать заглавную тему мультсериала.

## Маркетинг
Во время выставки San Diego Comic-Con 2022 года Marvel Studios Animation впервые презентовала «Людей Икс ’97»; также студия показала первые художественные материалы по мультсериалу. Год спустя, на San Diego Comic-Con 2023 Marvel Studios Animation продемонстрировала кадры из мультсериала, наряду с фигурками Hasbro из линейки Marvel Legends. В декабре 2023 года Marvel Comics анонсировала комикс-приквел, состоящий из четырёх выпусков, который получил название X-Men ’97; шоураннеры мультсериала создали его совместно со сценаристом Стивом Фоксом с художником Сальвадором Эспиной. По словам Фокса, в комиксе была рассказана «оригинальная история, напрямую связанная с мультсериалом». Релиз первого выпуска запланирован на 27 марта 2024 года. Ранее Фокс и Эспин работали над комиксом X-Men ’92: House of XCII. У некоторых комиксов о Людях Икс, выпуск которых запланирован на март 2024 года, будут варианты обложек, с изображением фигурок из линейки Marvel Legends от Hasbro.
15 февраля 2024 года состоялся выход трейлера мультсериала, где была обозначена дата премьеры. Чарльз Пуллиам-Мур из The Verge и Джошуа Ривера из Polygon высоко оценили тот факт, что трейлер вызывает чувство ностальгии по оригинальному мультсериалу, во многом благодаря заглавной теме. В своей статье для Empire Бен Трэвис также похвалил создателей мультсериала за возникновение чувства ностальгии и использование культовой музыки; ко всему прочему, он отметил, что в трейлере были показаны некоторые сюжетные моменты, которые заставляют задуматься о судьбе персонажей. Джеймс Уитбрук из Gizmodo пришёл к выводу, что «с трейлером что-то не так», в частности из-за «плоской и неестественной анимации и практически трёхмерных элементов»; диссонанс у рецензента вызвало сочетание старых и новых актёров озвучивания. Тем не менее, ему понравился стиль мультсериала и некоторые сюжетные моменты из трейлера; Уитбрук выразил надежду, что во время просмотра мультсериала вызвавшие у него недоверие аспекты будут реализованы должным образом. Трейлер «Людей Икс ’97» превзошёл по количеству просмотров трейлеры других анимационных проектов Disney, в частности «Что, если…?» и мультсериалов по мотивам франшизы «Звёздные войны».

## Релиз
Премьера «Людей Икс ’97» состоялась 20 марта 2024 года на Disney+. В первый сезон вошло десять эпизодов. Первоначально мультсериал должен был выйти в конце 2023 года.